# Friture (logiciel)
Pour les articles homonymes, voir Friture (homonymie).
Friture est un logiciel libre sous licence GPLv3 d'analyse audio en temps réel,.
La friture est également le nom donné aux artefacts audibles d'un signal sonore.
Le logiciel est également disponible sur le dépôt officiel PyPI bien que les versions les plus récentes se trouvent sur le dépôt Github.

## Fonctionnalités
- Analyse en temps réel, le signal est directement analysé en provenance d'une source, par défaut la sortie audio principale.
- Multi-canaux, l'analyse peut s'effectuer séparément sur les canaux d'un signal stéréo.
- Niveaux, un VU-mètre est disponible et les valeurs d'amplitude et de pression acoustique efficace (RMS) sont affichées en décibels pleine échelle (dBFS).
- Visualiseur du signal sur une fenêtre de temps ajustable.
- Spectre, moitié du module du domaine fréquentiel du signal qui permet de visualiser les fréquences présentes dans le signal, on omet généralement la phase qui n'est à priori pas visuellement pertinente.
- Histogramme du spectre regroupé par octaves ou fractions d'octaves.
- Spectrogramme, représentation dans le domaine temporel (en abscisse) de l'intensité en fonction de la fréquence (en ordonnée, échelle logarithmique ou linéaire).
- Estimateur de délai, en utilisant un algorithme de corrélation croisée, il est possible de déterminer le délai entre 2 canaux.

## Aspect technique
Écrit en Python, et plus particulièrement en Cython dans une optique de performance, le programme repose sur :
- PortAudio pour la capture en temps réel du signal (et notamment des bindings Pyaudio) ;
- NumPy et SciPy, respectivement pour la manipulation du format de données numérique et du traitement et calcul ;
- Qt5 pour l'interface graphique multiplateforme (PyQt5) ;
- PyOpenGL pour le rendu d'image à l'aide de buffer.

## Distribution
En qualité de logiciel libre, le code source est disponible sur le dépôt et ouvert aux contributions.
Grâce à l'intégration continue, à chaque nouvelle version, le programme est disponible sur les plateformes :
- Linux, grâce au format d'application portable AppImage ;
- Windows, notamment via la logithèque Windows Store :
- macOS.